# Савоньин
Савоньин (нем. Savognin) — деревня и бывшая коммуна в Швейцарии, находится в кантоне Граубюнден.
До 2015 года имела статус отдельной коммуны. 1 января 2016 года объединена с коммунами Бивио, Кунтер, Марморера, Мулегнс, Риом-Парсонц, Залуф, Сур и Тиницонг-Рона в новую коммуну Сурсес.
Входит в состав региона Альбула (до 2015 года входила в округ Альбула).
Население составляет 952 человека (на 31 декабря 2006 года). Официальный код — 3539.

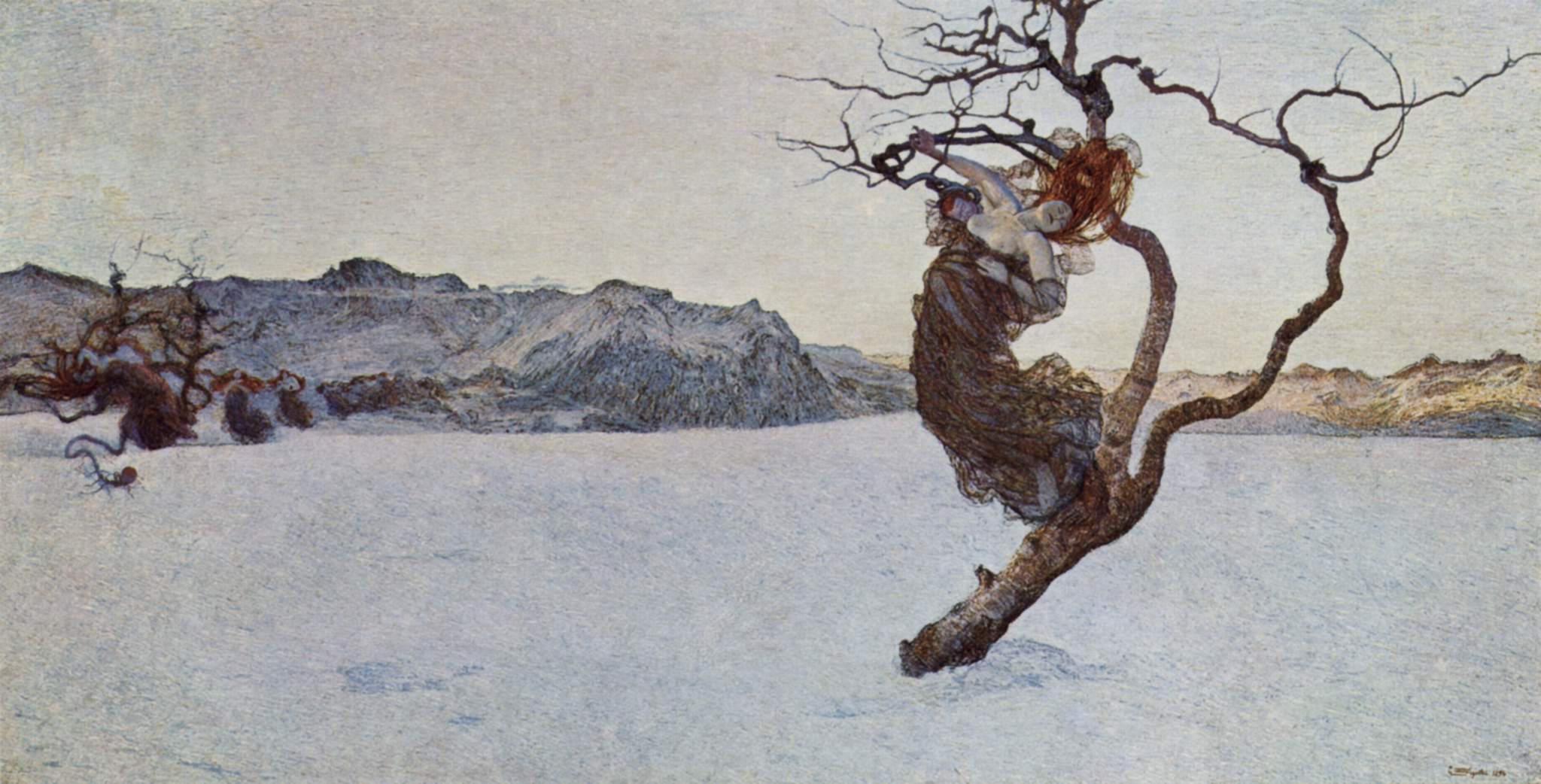
Савоньин

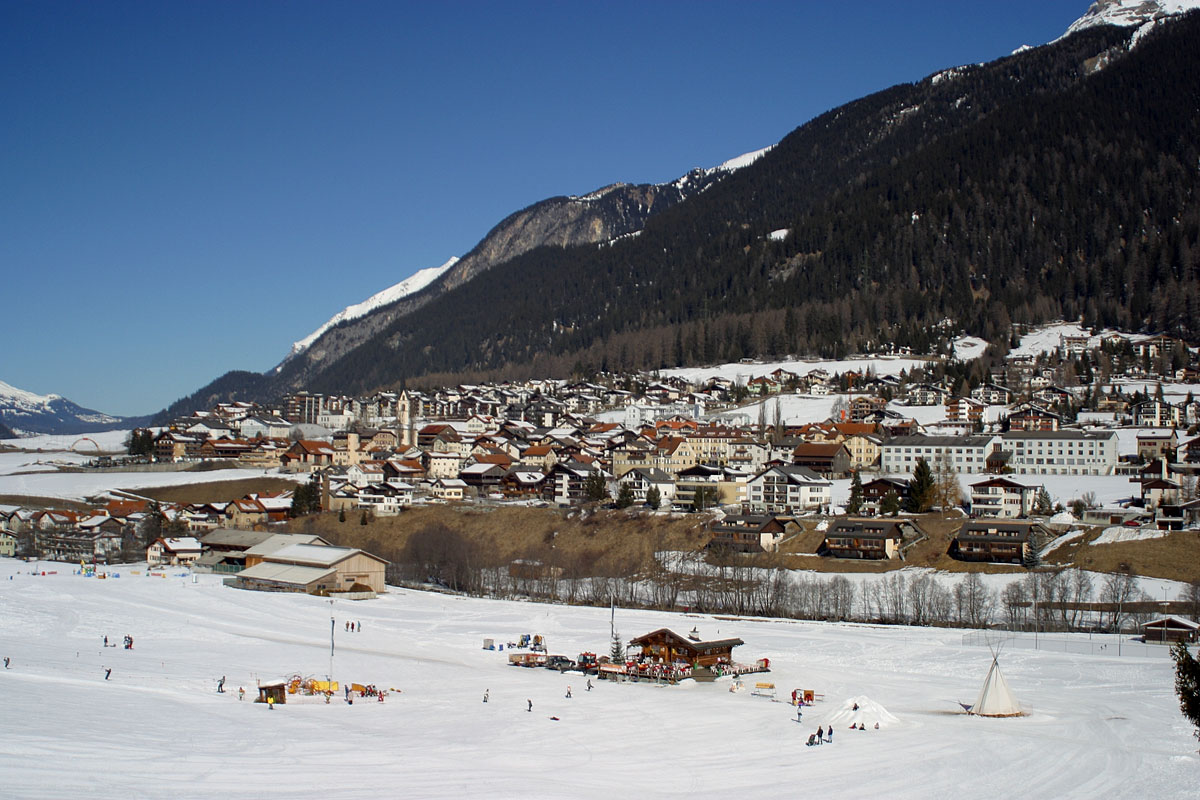
Савоньин